# Indépendance judiciaire (Canada)
Pour un article plus général, voir Indépendance judiciaire.
En droit constitutionnel canadien, l'indépendance judiciaire signifie que les juges sont introduits sous bonne conduite, et non pas par le monarque, selon une tradition remontant à l'Act of Settlement. L’indépendance judiciaire est garantie par l’Act of Settlement et par le préambule de la Loi constitutionnelle de 1867. 
D'après l'art. 96 de la Loi constitutionnelle de 1867, les juges sont nommés par le gouverneur général. Par convention constitutionnelle, c'est le premier ministre qui les nomme.Ils ne sont pas nommés par les parlementaires.  Les provinces ne peuvent pas nommer les juges de Cour supérieure de leur province. En pratique, c'est un comité consultatif indépendant de sept personnes s’occupe des nominations.
D'après l'arrêt Valente et le Renvoi sur la rémunération des juges de la Cour provinciale de l’I-P-É, il y a trois composantes de l’indépendance judiciaire :
1) Inamovibilité [Art. 3 Act of Settlement, art. 96-101 LC 1867, art. 11 LC 1982] : Un juge peut seulement être démis par une décision conjointe de la Chambre des communes et du Sénat. 
2) Indépendance institutionnelle : Le juge en chef peut nommer les autres juges à des postes. Il est impossible de mettre sous enquête des juges si on n’aime pas leurs jugements, d'après l'arrêt McHiggin. Les articles 96-101 LC 1867 protègent les juges fédéraux. L’art. 11d) de la Charte garantit indirectement les juges provinciaux.  
3)La sécurité financière des juges repose sur l'art. 100 LC 1867, d'après le Renvoi sur la rémunération des juges. Il est impossible de réduire radicalement les salaires des juges. Le juge Antonio Lamer a voulu protéger les juges municipaux et les juges de tribunaux administratifs. Il dit que puisque l’art. 11d) de la Charte s’applique à tout tribunal, il garantit indirectement l’indépendance des juges provinciaux. Il dit que l’art. 52 de la Charte n’est pas exhaustif : il comprend les principes non-écrits. Les principes non-écrits sont au préambule de la LC 1867. 
L’indépendance judiciaire vise à garantir la perception raisonnable d’impartialité. C’est une mesure au profit des justiciables. Elle ne vise pas à garantir la richesse des juges. Le critère juridique est le suivant : est-ce qu’aux yeux d’une personne raisonnable, compte tenu des circonstances, le juge bénéficie d’une indépendance suffisante pour rendre des décisions impartiales ? D’où l’inamovibilité, les mandats à vie. D’où l’impossibilité de réduire radicalement le salaire des juges.  
Des lois qui empiètent sur le pouvoir judiciaire et imposent une condamnation sont inconstitutionnelles. Ces lois ex poste facto privent les juges de leur pouvoir discrétionnaire, comme dans l'arrêt Liyanage. La Loi sur les mesures de guerre lors de la crise d’octobre 1970 ne constitue pas un empiètement car elle ne nomme pas les individus visés, d'après l'arrêt Gagnon et Vallières.  L’indépendance judiciaire est un rempart contre l’exécutif. 
L'indépendance judiciaire est par-dessus tout un principe interprétatif non-écrit qui complète les articles 96 et 100 de la Loi constitutionnelle de 1867, plutôt qu'une règle autonome par rapport à ceux-ci. Par conséquent, elle ne peut pas servir à elle seule à contourner la clause nonobstant. Dans l'arrêt Toronto (Cité) c. Ontario (Procureur général) de 2021, la Cour suprême affirme  « le rôle simplement interprétatif du principe constitutionnel non écrit de l’indépendance de la magistrature pour compléter le texte des art. 96  et 100 » de Loi constitutionnelle de 1867. Donc bien que le texte lui-même de la Loi constitutionnelle de 1867 puisse à l'occasion servir à invalider des lois, l'indépendance judiciaire doit être rangée au rang des principes non écrits qui ne peuvent pas servir à invalider des lois, d'après cette décision du plus haut tribunal.
Quant à l'indépendance de la procédure de nomination, les règles ont été resserrées au Québec depuis l'adoption de plusieurs recommandations du rapport de la commission Bastarache de 2010. Au gouvernement fédéral, les nominations s'effectuent en principe par un comité consultatif indépendant. Des allégations de nominations partisanes persistent, mais il n'y jamais eu d'enquête publique fédérale équivalente à celle de la commission Bastarache.  
En cas de prétendue violation de l'indépendance judiciaire par un ministre, le conseil de la magistrature a théoriquement le droit de poursuivre le ministre, comme par exemple dans l'affaire Conseil de la magistrature c. Ministre de la Justice du Québec, où un ministre québécois avait tenté d'interdire à la juge en chef de la Cour du Québec d'exiger le bilinguisme aux candidats à la magistrature alors qu'il ne jouissait d'aucun pouvoir discrétionnaire à cet égard. Toutefois, les motifs de cette décision concernent la violation (ultra vires) par l'exécutif d'un règlement relatif au système judiciaire plutôt que la nature même de l'indépendance judiciaire. 